# Duitsland op de Olympische Zomerspelen 1936

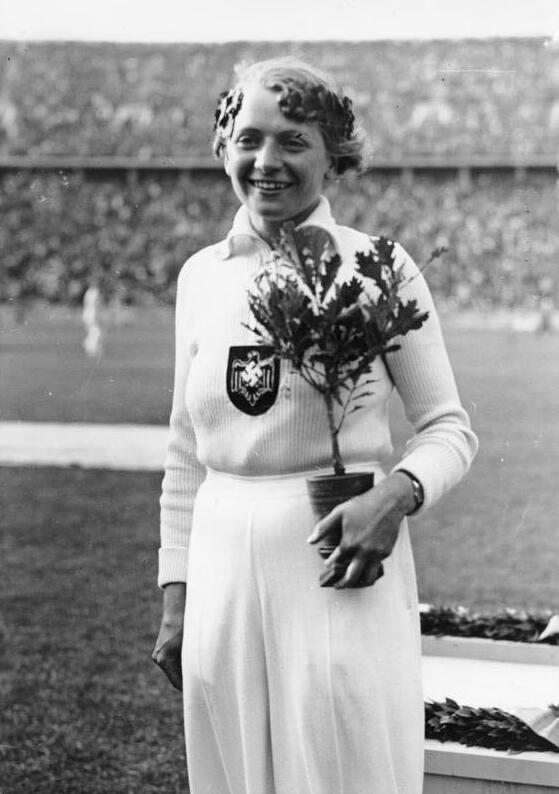
Tilly Fleischer

Duitsland was de gastheer van de Olympische Zomerspelen 1936 in Berlijn. Om zo veel mogelijk overwinningen mogelijk te maken, stelde de Duitse overheid anabole steroïden en testosteron beschikbaar voor haar atleten. Duitsland haalde de eerste plaats in het medailleklassement. Het recordaantal gouden medailles werd alleen nog geëvenaard bij de Spelen in 1992, de eerste na de Duitse hereniging.

## Medailleoverzicht
| Sport            | Olympiër | Discipline                 | Medaille |
| ---------------- | --- | -------------------------- | -------- |
| Atletiek         | Hans Woellke | kogelstoten (m)            | Goud     |
| Atletiek         | Gerhard Stöck | speerwerpen (m)            | Goud     |
| Atletiek         | Karl Hein | kogelslingeren (m)         | Goud     |
| Atletiek         | Gisela Mauermayer | discuswerpen (v)           | Goud     |
| Atletiek         | Tilly Fleischer | speerwerpen (v)            | Goud     |
| Boksen           | Willi Kaiser | -50,8kg (m)                | Goud     |
| Boksen           | Herbert Runge | +79,38kg (m)               | Goud     |
| Gewichtheffen    | Josef Manger | +82,5kg (m)                | Goud     |
| Handbal          | Willy Bandholz Wilhelm Baumann Helmut Berthold Helmut Braselmann Wilhelm Brinkmann Georg Dascher Kurt Dossin Fritz Fromm Hermann Hansen Erich Herrmann Heinrich Keimig Hans Keiter Alfred Klingler Arthur Knautz Heinz Körvers Karl Kreutzberg Wilhelm Müller Günther Ortmann Edgar Reinhardt Fritz Spengler Rudolf Stahl Hans Theilig | mannen                     | Goud     |
| Kanovaren        | Ernst Krebs | K-1 10000m (m)             | Goud     |
| Kanovaren        | Ludwig Landen Paul Wevers | K-2 10000m (m)             | Goud     |
| Moderne vijfkamp | Gotthard Handrick | mannen                     | Goud     |
| Paardensport     | Heinz Pollay | dressuur individueel       | Goud     |
| Paardensport     | Friedrich Gerhard Heinz Pollay Hermann von Oppeln-Bronikowski | dressuur team              | Goud     |
| Paardensport     | Ludwig Stubbendorf | eventing individueel       | Goud     |
| Paardensport     | Rudolf Lippert Ludwig Stubbendorf Konrad Freiherr von Wangenheim | eventing team              | Goud     |
| Paardensport     | Kurt Hasse | springconcours individueel | Goud     |
| Paardensport     | Heinz Brandt Kurt Hasse Marten von Barnekow | springconcours team        | Goud     |
| Roeien           | Gustav Schäfer | skiff (m)                  | Goud     |
| Roeien           | Willi Eichhorn Hugo Strauß | twee-zonder (m)            | Goud     |
| Roeien           | Herbert Adamski Dieter Arend Gerhard Gustmann | twee-met (m)               | Goud     |
| Roeien           | Rudolf Eckstein Anton Rom Martin Karl Wilhelm Menne | vier-zonder (m)            | Goud     |
| Roeien           | Fritz Bauer Ernst Gaber Hans Maier Paul Söllner Walter Volle | vier-met (m)               | Goud     |
| Schietsport      | Cornelius van Oyen | 25m snelvuurpistool (m)    | Goud     |
| Turnen           | Konrad Frey | brug (m)                   | Goud     |
| Turnen           | Alfred Schwarzmann | sprong (m)                 | Goud     |
| Turnen           | Konrad Frey | paard voltige (m)          | Goud     |
| Turnen           | Alfred Schwarzmann | individuele meerkamp (m)   | Goud     |
| Turnen           | Franz Beckert Konrad Frey Alfred Schwarzmann Willi Stadel Walter Steffens Matthias Volz | meerkamp team (m)          | Goud     |
| Turnen           | Anita Bärwirth Erna Bürger , Isolde Frölian Friedl Iby Trudi Meyer Paula Pöhlsen Julie Schmitt Käthe Sohnemann | meerkamp team (v)          | Goud     |
| Wielersport      | Toni Merkens | sprint (m)                 | Goud     |
| Wielersport      | Ernst Ihbe Carl Lorenz | tandem (m)                 | Goud     |
| Zeilen           | Peter Bischoff Hans-Joachim Weise | star                       | Goud     |
| Atletiek         | Lutz Long | verspringen (m)            | Zilver   |
| Atletiek         | Erwin Blask | kogelslingeren (m)         | Zilver   |
| Atletiek         | Anni Steuer | 80m horden (v)             | Zilver   |
| Atletiek         | Luise Krüger | speerwerpen (v)            | Zilver   |
| Boksen           | Michael Murach | -66,68kg (m)               | Zilver   |
| Boksen           | Richard Vogt | -79,38kg (m)               | Zilver   |
| Gewichtheffen    | Rudolf Ismayr | -75kg (m)                  | Zilver   |
| Gewichtheffen    | Eugen Deutsch | -82,5kg (m)                | Zilver   |
| Hockey           | Hermann auf der Heide Ludwig Beisiegel Erich Cuntz Karl Dröse Alfred Gerdes Werner Hamel Harald Huffmann Erwin Keller Herbert Kemmer Werner Kubitzki Paul Mehlitz Carl Menke Fritz Messner Detlef Okrent Heinrich Peter Heinz Raack Carl Ruck Hans Scherbart Heinz Schmalix Tito Warnholtz Kurt Weiß Erich Zander                      | mannen                     | Zilver   |
| Kanovaren        | Helmut Cämmerer | K-1 1000m (m)              | Zilver   |
| Kanovaren        | Fritz Bondroit Ewald Tilker | K-2 1000m (m)              | Zilver   |
| Kanovaren        | Erich Hanisch Willi Horn | F-2 10000m (m)             | Zilver   |
| Paardensport     | Friedrich Gerhard | dressuur individueel       | Zilver   |
| Roeien           | Willi Kaidel Joachim Pirsch | dubbel-twee (m)            | Zilver   |
| Schermen         | Helene Mayer | floret (v)                 | Zilver   |
| Schietsport      | Heinz Hax | 25m snelvuurpistool (m)    | Zilver   |
| Schietsport      | Erich Krempel | 50m vrij pistool (m)       | Zilver   |
| Turnen           | Konrad Frey | rekstok (m)                | Zilver   |
| Waterpolo        | Paul Klingenburg Bernhard Baier Fritz Gunst Gustav Schürger Josef Hauser Alfred Kienzle Hans Schulze Helmuth Schwenn Hans Schneider Heinrich Krug Fritz Stolze | mannen                     | Zilver   |
| Worstelen        | Wolfgang Ehrl | -66kg vrije stijl (m)      | Zilver   |
| Worstelen        | Fritz Schäfer | -72kg Grieks-Romeins (m)   | Zilver   |
| Worstelen        | Ludwig Schweickert | -79kg Grieks-Romeins (m)   | Zilver   |
| Zeilen           | Werner Krogmann | monotype                   | Zilver   |
| Zwemmen          | Erwin Sietas | 200m schoolslag (m)        | Zilver   |
| Zwemmen          | Martha Genenger | 200m schoolslag (v)        | Zilver   |
| Zwemmen          | Gisela Arendt Ruth Halbsguth Leni Lohmar Inge Schmitz | 4x100m vrije slag (v)      | Zilver   |
| Atletiek         | Alfred Dompert | 3000m steeplechase (m)     | Zilver   |
| Atletiek         | Erich Borchmeyer Erwin Gillmeister Gerd Hornberger Wilhelm Leichum | 4x100m (m)                 | Zilver   |
| Atletiek         | Helmut Hamann Rudolf Harbig Harry Voigt Friedrich von Stülpnagel | 4x400m (m)                 | Zilver   |
| Atletiek         | Gerhard Stöck | kogelstoten (m)            | Zilver   |
| Atletiek         | Käthe Krauss | 100m (v)                   | Zilver   |
| Atletiek         | Elfriede Kaun | hoogspringen (v)           | Zilver   |
| Atletiek         | Paula Mollenhauer | discuswerpen (v)           | Zilver   |
| Boksen           | Josef Miner | -57,15kg (m)               | Zilver   |
| Gewichtheffen    | Karl Jansen | -67,5kg (m)                | Zilver   |
| Gewichtheffen    | Adolf Wagner | -75kg (m)                  | Zilver   |
| Kanovaren        | Erich Koschik | C-1 1000m (m)              | Zilver   |
| Kanovaren        | Xaver Hörmann | F-1 10000m (m)             | Zilver   |
| Roeien           | Hans-Joachim Hannemann Heinz Kaufmann Hans Kuschke Werner Löckle Wilhelm Mahlow Helmut Radach Alfred Rieck Herbert Schmidt Gerd Völs | acht (m)                   | Zilver   |
| Schermen         | Otto Adam Erwin Casmir Julius Eisenecker August Heim Siegried Lerdon Stefan Rosenbauer | floret team (m)            | Zilver   |
| Schermen         | Erwin Casmir Julius Eisenecker Hans Esser August Heim Hans Jörger Richard Wahl | sabel team (m)             | Zilver   |
| Schoonspringen   | Hermann Stork | 10m toren (m)              | Zilver   |
| Schoonspringen   | Käthe Köhler | 10m toren (v)              | Zilver   |
| Turnen           | Alfred Schwarzmann | brug (m)                   | Zilver   |
| Turnen           | Alfred Schwarzmann | rekstok (m)                | Zilver   |
| Turnen           | Matthias Volz | ringen (m)                 | Zilver   |
| Turnen           | Matthias Volz | sprong (m)                 | Zilver   |
| Turnen           | Konrad Frey | vloer (m)                  | Zilver   |
| Turnen           | Konrad Frey | individuele meerkamp (m)   | Zilver   |
| Wielersport      | Rudolf Karsch | tijdrit (m)                | Zilver   |
| Worstelen        | Johannes Herbert | -56kg vrije stijl (m)      | Zilver   |
| Worstelen        | Erich Siebert | -87kg vrije stijl (m)      | Zilver   |
| Worstelen        | Jakob Brendel | -56kg Grieks-Romeins (m)   | Zilver   |
| Worstelen        | Kurt Hornfischer | +87kg Grieks-Romeins (m)   | Zilver   |
| Zeilen           | Fritz Bischoff Hans Howaldt Alfried Krupp von Bohlen und Halbach Eduard Mohr Felix Scheder-Bieschin Otto Wachs | 8m                         | Zilver   |
| Zwemmen          | Gisela Arendt | 100m vrije slag (m)        | Zilver   |

## Resultaten per onderdeel

### Atletiek
| Olympiër                                                           | Discipline               | Resultaat    | Prestatie                                                                                        |
| ------------------------------------------------------------------ | ------------------------ | ------------ | ------------------------------------------------------------------------------------------------ |
| Erich Borchmeyer                                                   | 100m (m)                 | 5e           | serie 8: 7de in 10,7 kwartfinale 4: 1ste in 10,5 halve finale 2: 3de in 10,7 finale: 5de in 10,7 |
| Gerd Hornberger                                                    | 100m (m)                 | kwartfinale  | serie 6: 2de in 10,7 kwartfinale 1: 4de in 10,7                                                  |
| Manfred Kersch                                                     | 100m (m)                 | series       | serie 1: 3de in 10,8                                                                             |
| Karl Neckermann                                                    | 200m (m)                 | 8e           | serie 3: 3de in 21,8 kwartfinale 4: 3de in 21,6 halve finale 1: 5de in 21,8                      |
| Egon Schein                                                        | 200m (m)                 | kwartfinale  | serie 2: 2de in 22,0 kwartfinale 1: 5de in 21,7                                                  |
| Albert Steinmetz                                                   | 200m (m)                 | DSQ          | serie 7: 3de in 21,9 kwartfinale 2: gediskwalificeerd                                            |
| Hermann Blazejczak                                                 | 400m (m)                 | 10e          | serie 6: 1ste in 47,9 kwartfinale 2: 1ste in 48,2 halve finale 2: 6de in 49,2                    |
| Rudolf Klupsch                                                     | 400m (m)                 | 13e          | serie 8: 3de in 49,1 kwartfinale 4: 4de in 48,8                                                  |
| Adolf Metzner                                                      | 400m (m)                 | 23e          | serie 3: 3de in 50,2                                                                             |
| Wolfgang Dessecker                                                 | 800m (m)                 | 13e          | serie 6: 3de in 1.56,0 halve finale 1: 5e in 1.55,3                                              |
| Rudi Harbig                                                        | 800m (m)                 | 27e          | serie 1: 6de in 1.56,8                                                                           |
| Ewald Mertens                                                      | 800m (m)                 | 11e          | serie 3: 4de in 1.55,1 halve finale 2: 5de in 1.54,9                                             |
| Werner Böttcher                                                    | 1500m (m)                | 12e          | serie 1: 3de in 3.55,0 finale: 12de in 4.04,2                                                    |
| Harry Mehlhose                                                     | 1500m (m)                | series       | serie 3: 8ste                                                                                    |
| Fritz Schaumburg                                                   | 1500m (m)                | 10e          | serie 4: 3de in 3.55,2 finale: 10de in 3.56,2                                                    |
| Karl-Heinz Becker                                                  | 5000m (m)                | series       | serie 2: 8ste in 15.27,0                                                                         |
| Edmund Stadler                                                     | 5000m (m)                | series       | serie 1: 8ste in 15.17,0                                                                         |
| Max Syring                                                         | 5000m (m)                | 10e          | serie 3: 10de                                                                                    |
| Max Gebhardt                                                       | 10000m (m)               | 7e           | 31.29,6                                                                                          |
| Walter Schönrock                                                   | 10000m (m)               | 21e          | 32.59,0                                                                                          |
| Josef Siegers                                                      | 10000m (m)               | 22e          |                                                                                                  |
| Willi Welscher                                                     | 110m horden (m)          | series       | serie 2: 4de in 15,4                                                                             |
| Erwin Wegner                                                       | 110m horden (m)          | 10e          | serie 5: 2de in 15,1 halve finale 2: 5de in 15,3                                                 |
| Willi Kürten                                                       | 400m horden(m)           | 10e          | serie 6: 1ste in 54,6 halve finale 1: 6de in 54,5                                                |
| Fritz Nottbrock                                                    | 400m horden(m)           | 12e          | serie 2: 1ste in 54,7 halve finale 2: 6de in 54,8                                                |
| Hans Scheele                                                       | 400m horden(m)           | 15e          | serie 4: 3de in 54,6                                                                             |
| Alfred Dompert                                                     | 3000m steeplechase (m)   | Brons        | serie 1: 1ste in 9.27,2 finale: 3de in 9.07,2                                                    |
| Willi Heyn                                                         | 3000m steeplechase (m)   | 9e           | serie 2: 3de in 9.41,2 finale: 9de in 9.26,4                                                     |
| Hans Raff                                                          | 3000m steeplechase (m)   | DNF          | serie 3: niet gefinisht                                                                          |
| Erich Borchmeyer Erwin Gillmeister Gerd Hornberger Wilhelm Leichum | 4x100m (m)               | Brons        | serie 3: 1ste in 41,4 finale: 3de in 41,2                                                        |
| Helmut Hamann Rudi Harbig Harry Voigt Friedrich von Stülpnagel     | 4x400m (m)               | Brons        | serie 3: 1ste in 3.15,0 finale: 3de in 3.11,8                                                    |
| Franz Barsicke                                                     | marathon (m)             | DNF          | niet gefinisht                                                                                   |
| Eduard Braesecke                                                   | marathon (m)             | 29e          | 2:59.33,4                                                                                        |
| Paul de Bruyn                                                      | marathon (m)             | DNF          | niet gefinisht                                                                                   |
| Fritz Bleiweiß                                                     | 50km snelwandelen (m)    | 6e           | 4:36.48,4                                                                                        |
| Herbert Dill                                                       | 50km snelwandelen (m)    | 16e          | 4:51.26,0                                                                                        |
| Friedrich Prehn                                                    | 50km snelwandelen (m)    | DNF          | niet gefinisht                                                                                   |
| Artur Bäumle                                                       | verspringen (m)          | 9e           | 7,32m                                                                                            |
| Wilhelm Leichum                                                    | verspringen (m)          | 4e           | 7,73m                                                                                            |
| Luz Long                                                           | verspringen (m)          | Zilver       | 7,87m                                                                                            |
| Erich Joch                                                         | hink-stap-springen (m)   | 7e           | 14,88m                                                                                           |
| Luz Long                                                           | hink-stap-springen (m)   | 10e          | 14,62m                                                                                           |
| Heinz Wöllner                                                      | hink-stap-springen (m)   | 4e           | 15,27m                                                                                           |
| Günther Gehmert                                                    | hoogspringen (m)         | 10e          | kwalificatie: 1ste met 1,85m finale: 10de met 1,90m                                              |
| Hans Martens                                                       | hoogspringen (m)         | 10e          | kwalificatie: 32ste met 1,70m                                                                    |
| Gustav Weinkötzr                                                   | hoogspringen (m)         | 6e           | kwalificatie: 1ste met 1,85m finale: 6de met 1,94m                                               |
| Julius Müller                                                      | polsstokhoogspringen (m) | 17e          | kwalificatie: 1ste met 3,80m finale: 17de met 3,80m                                              |
| Siegfried Schulz                                                   | polsstokhoogspringen (m) | 17e          | kwalificatie: 1ste met 3,80m finale: 17de met 3,80m                                              |
| Hans-Heinrich Sievert                                              | kogelstoten (m)          | 10e          | 14,79m                                                                                           |
| Gerhard Stöck                                                      | kogelstoten (m)          | Brons        | 15,66m                                                                                           |
| Hans Woellke                                                       | kogelstoten (m)          | Goud         | 16,20m (OR)                                                                                      |
| Hans Fritsch                                                       | discuswerpen (m)         | 11e          | 45,10m                                                                                           |
| Gerhard Hilbrecht                                                  | discuswerpen (m)         | kwalificatie |                                                                                                  |
| Willy Schröder                                                     | discuswerpen (m)         | 5e           | 47,93m                                                                                           |
| Friedrich Gerdes                                                   | speerwerpen (m)          | 17e          | kwalificatie: 15de met 60,30m finale: 17de met 55,93m                                            |
| Gerhard Stöck                                                      | speerwerpen (m)          | Goud         | kwalificatie: 8ste met 63,50m finale: 1ste met 71,84m                                            |
| Gottfried Weimann                                                  | speerwerpen (m)          | 9e           | kwalificatie: 9de met 63,20m finale: 9de met 63,58m                                              |
| Erwin Blask                                                        | kogelslingeren (m)       | Zilver       | 55,04m                                                                                           |
| Bernhard Greulich                                                  | kogelslingeren (m)       | 7e           | 50,61m                                                                                           |
| Karl Hein                                                          | kogelslingeren (m)       | Goud         | 56,49m (OR)                                                                                      |
| Helmut Bonnet                                                      | tienkamp (m)             | 8e           | 6939 punten                                                                                      |
| Erwin Huber                                                        | tienkamp (m)             | 4e           | 7087 punten                                                                                      |
|                                                                    |                          |              |                                                                                                  |
| Emmy Albus                                                         | 100m (v)                 | 6e           | serie 1: 1ste in 12,4 halve finale 1: 3de in 12,2 finale: 6de in 12,3                            |
| Marie Dollinger                                                    | 100m (v)                 | 4e           | serie 6: 1ste in 12,0 halve finale 2: 1ste in 12,0 finale: 4de in 12,0                           |
| Käthe Krauß                                                        | 100m (v)                 | Brons        | serie 5: 1ste in 12,1 halve finale 1: 2de in 11,9 finale: 3de in 11,9                            |
| Doris Eckert                                                       | 80m horden (v)           | 6e           | serie 2: 2de in 12,0 halve finale 2: 2de in 11,8 finale: 6de in 12,19                            |
| Hilde Klusenwerth                                                  | 80m horden (v)           | series       | serie 4: 5de                                                                                     |
| Anni Steuer                                                        | 80m horden (v)           | Zilver       | serie 3: 3de in 12,1 halve finale 1: 3de in 11,7 finale: 2de in 11,801                           |
| Emmy Albus Marie Dollinger Ilse Dörffeldt Käthe Krauß              | 4x100m (v)               | DSQ          | serie 2: 1ste in 46,4 (WR) finale: gediskwalificeerd                                             |
| Elfriede Kaun                                                      | hoogspringen (v)         | Brons        | 1,60m                                                                                            |
| Dora Ratjen                                                        | hoogspringen (v)         | DSQ          | gediskwalificeerd                                                                                |
| Anna Hagemann                                                      | discuswerpen (v)         | 19e          | 28,48m                                                                                           |
| Gisela Mauermayer                                                  | discuswerpen (v)         | Goud         | 47,63m (OR)                                                                                      |
| Paula Mollenhauer                                                  | discuswerpen (v)         | Brons        | 39,80m                                                                                           |
| Lydia Eberhardt                                                    | speerwerpen (v)          | 6e           | 41,37m                                                                                           |
| Tilly Fleischer                                                    | speerwerpen (v)          | Goud         | 45,18m (OR)                                                                                      |
| Lies Krüger                                                        | speerwerpen (v)          | Zilver       | 43,29m                                                                                           |

### Basketbal
| Olympiër | Discipline | Resultaat | Prestatie |
| --- | ---------- | --------- | --- |
| Heinz Steinschulte Siegfried Reischies Kurt Oleska Hans Niclaus Emil Lohbeck Otto Kuchenbecker Emil Göing Karl Endres Robert Duis Bernhard Cuiper | mannen     | 13e       | 1ste ronde: V van Zwitserland: 18-25 herkansingen: W van Spanje: walk-over 2de ronde: V van Italië: 16-58 herkansingen: V van Tsjecho-Slowakije: 9-20 |

### Boksen
| Olympiër       | Discipline | Resultaat | Prestatie |
| -------------- | ---------- | --------- | --- |
| Willy Kaiser   | -50,8kg    | Goud      | 1ste ronde: vrij 2de ronde: W van CHI Lopez:scheidsrechterlijke beslissing kwartfinale: W van URU Tricanico: punten halve finale: W van ARG Carlomagno: punten finale: W van ITA Matta: punten                 |
| Willi Stasch   | -53,5kg    | 9e        | 1ste ronde: W van ROU Gaspar:punten 2de ronde: V van PHI de Larrazábal: punten |
| Josef Miner    | -57,2kg    | Brons     | 1ste ronde: W van EGY El-Maghrabi: punten 2de ronde: W van BEL Lescrauwaet:punten kwartfinale: W van GBR Treadaway: punten halve finale: V van RSA Catterall: punten bronzen finale: W van HUN Frigyes: punten |
| Karl Schmedes  | -60,2kg    | 17e       | 1ste ronde: V van PHI Padilla: punten |
| Michael Murach | -66,7kg    | Zilver    | 1ste ronde: vrij 2de ronde: W van GBR Pack: punten kwartfinale: W van NED Dekkers: punten halve finale: W van FRA Tritz: punten finale: V van FIN Svio: punten                                                 |
| Adi Baumgarten | -72,6kg    | 5e        | 1ste ronde: W van SUI Flury: punten 2de ronde: W van ITA Totti: punten halve finale: V van NOR Tiller: punten                                                                                                  |
| Richard Vogt   | -79,4kg    | Zilver    | 1ste ronde: vrij 2de ronde: W van ITA Bolzan: punten kwartfinale: W van FIN Koivunen: punten halve finale: W van ARG Risiglione: punten finale: V van FRA Michelot: punten                                     |
| Herbert Runge  | +79,4kg    | Goud      | 1ste ronde: vrij 2de ronde: W van TCH Kus: knock-out kwartfinale: W van GBR Stuart: punten halve finale: W van HUN Nagy: punten finale: W van ARG Lovell: punten                                               |

### Gewichtheffen
| Olympiër        | Discipline  | Resultaat | Prestatie                                                                                   |
| --------------- | ----------- | --------- | ------------------------------------------------------------------------------------------- |
| Georg Liebsch   | -60kg (m)   | 5e        | drukken: 1ste met 92,5kg trekken: 6de met 90kg stoten: 13de met 107,5kg totaal: 290kg       |
| Max Walter      | -60kg (m)   | 8e        | drukken: 10de met 75kg trekken: 6de met 90kg stoten: 6de met 115kg totaal: 280kg            |
| Karl Jansen     | -67,5kg (m) | Brons     | drukken: 4de met 95kg trekken: 2de met 100kg stoten: 3de met 132,5kg totaal: 327,5kg        |
| Karl Schwitalle | -67,5kg (m) | 8e        | drukken: 4de met 95kg trekken: 2de met 100kg stoten: 6de met 127,5kg totaal: 322,5kg        |
| Rudolf Ismayr   | -75kg (m)   | Zilver    | drukken: 2de met 107,5kg trekken: 6de met 102,5kg stoten: 2de met 142,5kg totaal: 352,5kg   |
| Adolf Wagner    | -75kg (m)   | Brons     | drukken: 5de met 97,5kg trekken: 2de met 112,5kg stoten: 2de met 142,5kg totaal: 352,5kg    |
| Eugen Deutsch   | -82,5kg (m) | Goud      | drukken: 2de met 105kg trekken: 2de met 110kg stoten: 1ste met 150kg (OR) totaal: 365kg     |
| Helmut Opschruf | -82,5kg (m) | 4e        | drukken: 9de met 97,5kg trekken: 2de met 110kg stoten: 4de met 147,5kg totaal: 355kg        |
| Josef Manger    | +82,5kg (m) | Zilver    | drukken: 1ste met 132,5kg trekken: 2de met 122,5kg stoten: 4de met 155kg totaal: 410kg (OR) |
| Paul Wahl       | +82,5kg (m) | 4e        | drukken: 4de met 115kg trekken: 7de met 110kg stoten: 7de met 150kg totaal: 375kg           |

### Turnen
| Olympiër | Discipline               | Resultaat | Prestatie      |
| --- | ------------------------ | --------- | -------------- |
| Franz Beckert | brug (m)                 | 45e       | 17,033 punten  |
| Konrad Frey | brug (m)                 | Zilver    | 19,267 punten  |
| Alfred Schwarzmann                                                                                                   | brug (m)                 | Brons     | 19,233 punten  |
| Willi Stadel | brug (m)                 | 14e       | 18,700 punten  |
| Innozenz Stangl | brug (m)                 | 4e        | 19,167 punten  |
| Walter Steffens | brug (m)                 | 8e        | 18,966 punten  |
| Matthias Volz | brug (m)                 | 11e       | 18,800 punten  |
| Ernst Winter | brug (m)                 | 98e       | 10,133 punten  |
| Franz Beckert | paard voltige (m)        | 13e       | 18,534 punten  |
| Konrad Frey | paard voltige (m)        | Goud      | 19,333 punten  |
| Alfred Schwarzmann                                                                                                   | paard voltige (m)        | 7e        | 19,000 punten  |
| Willi Stadel | paard voltige (m)        | 9e        | 18,867 punten  |
| Innozenz Stangl | paard voltige (m)        | 28e       | 17,900 punten  |
| Walter Steffens | paard voltige (m)        | 5e        | 19,033 punten  |
| Matthias Volz | paard voltige (m)        | 10e       | 18,766 punten  |
| Ernst Winter | paard voltige (m)        | 35e       | 17,433 punten  |
| Franz Beckert | rekstok (m)              | 21e       | 17,933 punten  |
| Konrad Frey | rekstok (m)              | Goud      | 19,067 punten  |
| Alfred Schwarzmann                                                                                                   | rekstok (m)              | Brons     | 18,967 punten  |
| Willi Stadel | rekstok (m)              | 18e       | 18,133 punten  |
| Innozenz Stangl | rekstok (m)              | 63e       | 15,733 punten  |
| Walter Steffens | rekstok (m)              | 42e       | 16,834 punten  |
| Matthias Volz | rekstok (m)              | 38e       | 17,033 punten  |
| Ernst Winter | rekstok (m)              | 49e       | 16,500 punten  |
| Franz Beckert | ringen (m)               | 5e        | 18,533 punten  |
| Konrad Frey | ringen (m)               | 18e       | 17,733 punten  |
| Alfred Schwarzmann                                                                                                   | ringen (m)               | 4e        | 18,534 punten  |
| Willi Stadel | ringen (m)               | 36e       | 16,966 punten  |
| Innozenz Stangl | ringen (m)               | 26e       | 17,367 punten  |
| Walter Steffens | ringen (m)               | 58e       | 16,133 punten  |
| Matthias Volz | ringen (m)               | Brons     | 18,667 punten  |
| Ernst Winter | ringen (m)               | 57e       | 16,167 punten  |
| Franz Beckert | sprong (m)               | 25e       | 17,400 punten  |
| Konrad Frey | sprong (m)               | 20e       | 17,666 punten  |
| Alfred Schwarzmann                                                                                                   | sprong (m)               | Goud      | 19,200 punten  |
| Willi Stadel | sprong (m)               | 14e       | 18,033 punten  |
| Innozenz Stangl | sprong (m)               | 19e       | 17,677 punten  |
| Walter Steffens | sprong (m)               | 29e       | 17,234 punten  |
| Matthias Volz | sprong (m)               | Brons     | 18,467 punten  |
| Ernst Winter | sprong (m)               | 17e       | 17,900 punten  |
| Franz Beckert | vloer (m)                | 17e       | 17,767 punten  |
| Konrad Frey | vloer (m)                | Brons     | 18,466 punten  |
| Alfred Schwarzmann                                                                                                   | vloer (m)                | 10e       | 18,166 punten  |
| Willi Stadel | vloer (m)                | 6e        | 18,300 punten  |
| Innozenz Stangl | vloer (m)                | 37e       | 17,133 punten  |
| Walter Steffens | vloer (m)                | 6e        | 18,300 punten  |
| Matthias Volz | vloer (m)                | 5e        | 18,366 punten  |
| Ernst Winter | vloer (m)                | 19e       | 17,633 punten  |
| Franz Beckert | meerkamp individueel (m) | 15e       | 107,20 punten  |
| Konrad Frey | meerkamp individueel (m) | Brons     | 111,35 punten  |
| Alfred Schwarzmann                                                                                                   | meerkamp individueel (m) | Goud      | 113,10 punten  |
| Willi Stadel | meerkamp individueel (m) | 8e        | 108,999 punten |
| Innozenz Stangl | meerkamp individueel (m) | 20e       | 104,967 punten |
| Walter Steffens | meerkamp individueel (m) | 17e       | 106,50 punten  |
| Matthias Volz | meerkamp individueel (m) | 7e        | 110,099 punten |
| Ernst Winter | meerkamp individueel (m) | 58e       | 95,76 punten   |
| Franz Beckert Konrad Frey Alfred Schwarzmann Willi Stadel Innozenz Stangl Walter Steffens Matthias Volz Ernst Winter | meerkamp team (m)        | Goud      | 657,43 punten  |
| |                          |           |                |
| Anita Bärwirth Erna Bürger Isolde Frölian Friedl Iby Trudi Meyer Paula Pöhlsen Julie Schmitt Käthe Sohnemann         | meerkamp team (v)        | Goud      | 506,50 punten  |

### Handbal
| Olympiër | Discipline | Resultaat | Prestatie |
| --- | ---------- | --------- | --- |
| Hans Theilig Rudolf Stahl Fritz Spengler Edgar Reinhardt Günther Ortmann Wilhelm Müller Karl Kreutzberg Heinz Körvers Arthur Knautz Alfred Klingler Hans Keiter Heinrich Keimig Erich Herrmann Hermann Hansen Fritz Fromm Kurt Dossin Georg Dascher Wilhelm Brinkmann Helmut Braselmann Helmut Berthold Wilhelm Baumann Willy Bandholz | mannen     | Goud      | groep A: 1ste W van Hongarije: 22-0 W van Verenigde Staten: 29-1 finale groep: 1ste W van Hongarije: 19-6 W van Zwitserland: 16-6 W van Oostenrijk: 10-6 |

| Groep A |                  |             |             |             |             |            |            |            |        |
| #       | Land             | Wedstrijden | Wedstrijden | Wedstrijden | Wedstrijden | Doelpunten | Doelpunten | Doelpunten | Punten |
| #       | Land             | G           | W           | G           | V           | V          | T          | Saldo      | Punten |
| 1       | Duitsland        | 2           | 2           | 0           | 0           | 51         | 1          | +50        | 4      |
| 2       | Hongarije        | 2           | 1           | 0           | 1           | 7          | 24         | -17        | 2      |
| 3       | Verenigde Staten | 2           | 0           | 0           | 2           | 3          | 36         | -33        | 0      |

| Ronde      | Datum   | Plaats    | Land | Score            | Land |
| ---------- | ------- | --------- | ---- | ---------------- | ---- |
| Groepsfase |         |           |      |                  |      |
| 6 augustus | Berlijn | Duitsland | 22-0 | Hongarije        |      |
| 8 augustus | Berlijn | Duitsland | 29-1 | Verenigde Staten |      |

| Finale |             |             |             |             |             |            |            |            |        |
| #      | Land        | Wedstrijden | Wedstrijden | Wedstrijden | Wedstrijden | Doelpunten | Doelpunten | Doelpunten | Punten |
| #      | Land        | G           | W           | G           | V           | V          | T          | Saldo      | Punten |
| 1      | Duitsland   | 3           | 2           | 0           | 0           | 45         | 18         | +27        | 6      |
| 2      | Oostenrijk  | 3           | 2           | 0           | 1           | 28         | 23         | +5         | 4      |
| 3      | Zwitserland | 3           | 1           | 0           | 2           | 22         | 32         | -10        | 2      |
| 3      | Hongarije   | 3           | 0           | 0           | 3           | 18         | 40         | -22        | 0      |

| Ronde       | Datum   | Plaats    | Land | Score       | Land |
| ----------- | ------- | --------- | ---- | ----------- | ---- |
| Groepsfase  |         |           |      |             |      |
| 10 augustus | Berlijn | Duitsland | 19-6 | Hongarije   |      |
| 12 augustus | Berlijn | Duitsland | 16-6 | Zwitserland |      |
| 14 augustus | Berlijn | Duitsland | 10-6 | Oostenrijk  |      |

### Hockey
| Olympiër | Discipline | Resultaat | Prestatie |
| --- | ---------- | --------- | --- |
| Hermann auf der Heide Ludwig Beisiegel Erich Cuntz Karl Dröse Alfred Gerdes Werner Hamel Harald Huffmann Erwin Keller Herbert Kemmer Werner Kubitzki Paul Mehlitz Carl Menke Fritz Messner Detlef Okrent Heinrich Peter Heinz Raack Carl Ruck Hans Scherbart Heinz Schmalix Tito Warnholtz Kurt Weiß Erich Zander | mannen     | Zilver    | groep B: 1ste W van Afghanistan: 4-1 W van Denemarken: 6-0 halve finale: W van Nederland: 3-0 finale: V van Brits-Indië: 1-8 |

### Kanovaren
| Olympiër                           | Discipline               | Resultaat | Prestatie                                    |
| ---------------------------------- | ------------------------ | --------- | -------------------------------------------- |
| Erich Koschik                      | C-1 1000m (m)            | Brons     | 5.39,0                                       |
| Heinrich Sack Hans Wedemann        | C-2 1000m (m)            | 4e        | 5.00,2                                       |
| Christian Holzenberg Walter Schuur | C-2 10000m (m)           | 4e        | 52.35,6                                      |
| Helmut Cämmerer                    | K-1 1000m (m)            | Zilver    | serie 2: 2de in 4.27,2 finale: 2de in 4.25,6 |
| Ernst Krebs                        | K-1 10000m (m)           | Goud      | 46.01,6                                      |
| Xaver Hörmann                      | K-1 10000m vouwkajak (m) | Brons     | 50.06,5                                      |
| Fritz Bondroit Ewald Tilker        | K-2 1000m (m)            | Zilver    | serie 2: 2de in 4.11,0 finale: 2de in 4.08,9 |
| Ludwig Landen Paul Wevers          | K-2 10000m (m)           | Goud      | 41.45,0                                      |
| Erich Hanisc Willi Horn            | K-2 10000m vouwkajak (m) | Zilver    | 45.49,2                                      |

### Moderne vijfkamp
| Olympiër           | Discipline | Resultaat | Prestatie   |
| ------------------ | ---------- | --------- | ----------- |
| Herbert Bramfeld   | mannen     | 12e       | 89 punten   |
| Gotthardt Handrick | mannen     | Goud      | 31,5 punten |
| Hermann Lemp       | mannen     | 6e        | 67,5 punten |

### Paardensport
| Olympiër                                                      | Discipline  | Resultaat | Prestatie          |
| Dressuur                                                      | Dressuur    | Dressuur  | Dressuur           |
| ------------------------------------------------------------- | ----------- | --------- | ------------------ |
| Friedrich Gerhard                                             | individueel | Zilver    | 1745 punten        |
| Heinz Pollay                                                  | individueel | Goud      | 1760 punten        |
| Hermann von Oppeln-Bronikowski                                | individueel | 10e       | 1568,50 punten     |
| Friedrich Gerhard Heinz Pollay Hermann von Oppeln-Bronikowski | team        | Goud      | 5074 punten        |
| Eventing                                                      |             |           |                    |
| Rudolf Lippert                                                | individueel | 6e        | 111,60 strafpunten |
| Ludwig Stubbendorf                                            | individueel | Goud      | 37,70 strafpunten  |
| Konrad von Wangenheim                                         | individueel | 24e       | 527,35 strafpunten |
| Rudolf Lippert Ludwig Stubbendorf Konrad von Wangenheim       | team        | Goud      | 676,75 strafpunten |
| Springconcours                                                |             |           |                    |
| Heinz Brandt                                                  | individueel | 16e       | 20 strafpunten     |
| Kurt Hasse                                                    | individueel | Goud      | 4 strafpunten      |
| Marten von Barnekow                                           | individueel | 16e       | 20 strafpunten     |
| Heinz Brandt Kurt Hasse Marten von Barnekow                   | team        | Goud      | 44 strafpunten     |

### Polo
| Olympiër                                                          | Discipline | Resultaat | Prestatie                                  |
| ----------------------------------------------------------------- | ---------- | --------- | ------------------------------------------ |
| Heinrich Amsinck Walter Bartram Arthur Köser Robert Miles Reincke | mannen     | 5e        | G van Hongarije: 8-8 V van Hongarije: 6-16 |

### Roeien
| Olympiër | Discipline      | Resultaat | Prestatie                                                                     |
| --- | --------------- | --------- | ----------------------------------------------------------------------------- |
| Gustav Schäfer | skiff (m)       | Goud      | serie 2: 1ste in 7.17,1 halve finale 1: 1ste in 8.04,0 finale: 1ste in 8.21,5 |
| Willi Kaidel Joachim Pirsch | dubbel-twee (m) | Zilver    | serie 2: 1ste in 6.41,0 finale: 2de in 7.26,2                                 |
| Willi Eichhorn Hugo Strauß | twee-zonder (m) | Goud      | serie 3: 1ste in 7.12,6 finale: 1ste in 8.16,1                                |
| Herbert Adamski Dieter Arend Gerhard Gustmann                                                                                         | twee-met (m)    | Goud      | serie 2: 1ste in 7.27,3 finale: 1ste in 8.36,9                                |
| Rudolf Eckstein Anton Rom Martin Karl Wilhelm Menne                                                                                   | vier-zonder (m) | Goud      | serie 1: 1ste in 6.22,5 finale: 1ste in 7.01,8                                |
| Fritz Bauer Ernst Gaber Hans Maier Paul Söllner Walter Volle                                                                          | vier-met (m)    | Goud      | serie 2: 1ste in 6.41,1 finale: 1ste in 7.16,2                                |
| Hans-Joachim Hannemann Heinz Kaufmann Hans Kuschke Werner Loeckle Wilhelm Mahlow Helmut Radach Alfred Rieck Herbert Schmidt Gerd Völs | acht (m)        | Brons     | serie 3: 2de in 6.08,5 herkansingen: 1ste in 6.44,9 finale: 3de in 6.26,4     |

### Schermen
| Olympiër                                                                                | Discipline      | Resultaat | Prestatie |
| --------------------------------------------------------------------------------------- | --------------- | --------- | --- |
| Siegfried Lerdon                                                                        | degen (m)       | 15e       | groep 5: 2de met 4 overwinningen kwartfinale groep 4: 2de met 5 overwinningen halve finale groep 2: 7de met 3 overwinningen                                                                               |
| Ernst Röthig                                                                            | degen (m)       | 46e       | groep 8: 6de met 2 overwinningen |
| Otto Schröder                                                                           | degen (m)       | 46e       | groep 1: 8ste met 2 overwinningen |
| Hans Esser Eugen Geiwitz Siegfried Lerdon Ernst Röthig Otto Schröder Sepp Uhlmann       | degen team (m)  | 4e        | groep 7: 1ste met 2 overwinningen kwartfinale groep 2: 2de met 2 overwinningen halve finale groep 1: 2de met 2 overwinningen finale: 4de met 0 overwinningen                                              |
| Erwin Casmir                                                                            | floret (m)      | 4e        | groep 3: 1ste met 6 overwinningen 2de ronde groep 6: 1ste met 5 overwinningen kwartfinale groep 3: 1ste met 4 overwinningen halve finale groep 2: 2de met 5 overwinningen finale: 4de met 4 overwinningen |
| Julius Eisenecker                                                                       | floret (m)      | 14e       | groep 8: 2de met 4 overwinningen 2de ronde groep 1: 3de met 2 overwinningen kwartfinale groep 1: 2de met 3 overwinningen halve finale groep 1: 8ste met 1 overwinning                                     |
| August Heim                                                                             | floret (m)      | 25e       | groep 5: 3de met 3 overwinningen 2de ronde groep 3: 5de met 1 overwinning |
| Otto Adam Erwin Casmir Julius Eisenecker August Heim Siegfried Lerdon Stefan Rosenbauer | floret team (m) | Brons     | groep 4: 1ste met 1 overwinning kwartfinale groep 2: 1ste met 1 overwinning halve finale groep 2: 2de met 2 overwinningen finale: 3de met 2 overwinningen                                                 |
| August Heim                                                                             | sabel (m)       | 19e       | groep 2: 3de met 5 overwinningen kwartfinale groep 3: 4de met 2 overwinningen |
| Richard Wahl                                                                            | sabel (m)       | 26e       | groep 7: 2de met 4 overwinningen kwartfinale groep 2: 4de met 1 overwinning |
| Erwin Casmir Julius Eisenecker Hans Esser August Heim Hans-Georg Jörger Richard Wahl    | sabel team (m)  | Brons     | groep 1: 1ste met 1 overwinning kwartfinale groep 2: 1ste met 2 overwinningen halve finale groep 2: 2de met 2 overwinningen finale: 3de met 1 overwinning                                                 |
|                                                                                         |                 |           | |
| Hedwig Haß                                                                              | floret (v)      | 4e        | groep 4: 1ste met 6 overwinningen kwartfinale groep 4: 1ste met 5 overwinningen halve finale groep 1: 4de met 2 overwinningen finale: 4de met 5 overwinningen                                             |
| Helene Mayer                                                                            | floret (v)      | Zilver    | groep 2: 1ste met 6 overwinningen kwartfinale groep 3: 1ste met 4 overwinningen halve finale groep 2: 2de met 4 overwinningen finale: 2de met 5 overwinningen                                             |
| Olga Oelkers                                                                            | floret (v)      | 9e        | groep 2: 4de met 3 overwinningen kwartfinale groep 2: 3de met 3 overwinningen halve finale groep 1: 6de met 1 overwinning                                                                                 |

### Schietsport
| Olympiër           | Discipline          | Resultaat | Prestatie                       |
| ------------------ | ------------------- | --------- | ------------------------------- |
| Arran Hoffmann     | 50m geweer liggend  | 44e       | 288 punten                      |
| Erich Hotopf       | 50m geweer liggend  | 23e       | 292 punten                      |
| Johann Schulz      | 50m geweer liggend  | 23e       | 292 punten                      |
| Erich Krempel      | 50m pistool         | Zilver    | 544 punten: (87-88-91-92-95-91) |
| Emil Martin        | 50m pistool         | 19e       | 519 punten: (84-86-91-81-88-89) |
| Paul Wehner        | 50m pistool         | 12e       | 525 punten: (90-84-88-87-88-88) |
| Georg Dern         | 25m snelvuurpistool | onbekend  |                                 |
| Heinz Hax          | 25m snelvuurpistool | Zilver    | 35 punten: (18-6-6-5)           |
| Cornelius van Oyen | 25m snelvuurpistool | Goud      | 36 punten: (18-6-6-6)           |

### Schoonspringen
| Olympiër           | Discipline    | Resultaat | Prestatie     |
| ------------------ | ------------- | --------- | ------------- |
| Leo Esser          | 3m plank (m)  | 6e        | 137,99 punten |
| Winfried Mahraun   | 3m plank (m)  | 7e        | 134,61 punten |
| Johnny Weiß        | 3m plank (m)  | 5e        | 141,21 punten |
| Hermann Stork      | 10m toren (m) | Brons     | 110,31 punten |
| Siegfried Viebahn  | 10m toren (m) | 7e        | 105,00 punten |
| Erhard Weiß        | 10m toren (m) | 4e        | 110,15 punten |
|                    |               |           |               |
| Gerda Daumerlang   | 3m plank (v)  | 4e        | 78,27 punten  |
| Suse Heinze        | 3m plank (v)  | 7e        | 71,49 punten  |
| Olga Jensch-Jordan | 3m plank (v)  | 5e        | 77,98 punten  |
| Änne Ehscheidt     | 10m toren (v) | 8e        | 29,90 punten  |
| Anneliese Kapp     | 10m toren (v) | 11e       | 28,66 punten  |
| Käthe Köhler       | 10m toren (v) | Brons     | 33,43 punten  |

### Voetbal
| Olympiër | Discipline | Resultaat | Prestatie                                                          |
| --- | ---------- | --------- | ------------------------------------------------------------------ |
| Ala Urban Willy Simetsreiter Otto Siffling Reinhold Münzenberg Paul Mehl August Lenz Ernst Lehner Hans Jakob Karl Hohmann Rudi Gramlich Ludwig Goldbrunner Jupp Gauchel Franz Elbern Heinz Ditgens Fritz Buchloh Robert Bernard | mannen     | 5e        | 1ste ronde: W van Luxemburg: 9-0 kwartfinale: V van Noorwegen: 0-2 |

### Waterpolo
| Olympiër | Discipline | Resultaat | Prestatie |
| --- | ---------- | --------- | --- |
| Fritz Stolze Helmut Schwenn Gustav Schürger Hans Schulze Hans Schneider Heinrich Krug Paul Klingenburg Alfred Kienzle Josef Hauser Itze Gunst Bernhard Baier | mannen     | Zilver    | groep 3: 1ste W van Frankrijk: 8-1 W van Tsjecho-Slowakije: 6-1 W van Japan: 13-1 halve finale groep 2: 1ste W van Frankrijk: 8-1 W van Oostenrijk: 3-1 W van Zweden: 4-1 finale groep: 2de G van Hongarije: 2-2 W van België: 4-1 W van Frankrijk: 8-1 |

| Groep 3 |                   |             |             |             |             |            |            |            |        |
| #       | Land              | Wedstrijden | Wedstrijden | Wedstrijden | Wedstrijden | Doelpunten | Doelpunten | Doelpunten | Punten |
| #       | Land              | G           | W           | G           | V           | V          | T          | Saldo      | Punten |
| 1       | Duitsland         | 3           | 3           | 0           | 0           | 27         | 3          | +24        | 6      |
| 2       | Frankrijk         | 3           | 2           | 0           | 1           | 12         | 10         | +2         | 4      |
| 3       | Tsjecho-Slowakije | 3           | 1           | 0           | 2           | 7          | 12         | -5         | 2      |
| 4       | Japan             | 3           | 0           | 0           | 3           | 4          | 25         | -21        | 0      |

| Ronde      | Plaats    | Land | Score             | Land |
| ---------- | --------- | ---- | ----------------- | ---- |
| Groepsfase |           |      |                   |      |
| Berlijn    | Duitsland | 8-1  | Frankrijk         |      |
| Berlijn    | Duitsland | 6-1  | Tsjecho-Slowakije |      |
| Berlijn    | Duitsland | 13-1 | Japan             |      |

| Halve finale |            |             |             |             |             |            |            |            |        |
| #            | Land       | Wedstrijden | Wedstrijden | Wedstrijden | Wedstrijden | Doelpunten | Doelpunten | Doelpunten | Punten |
| #            | Land       | G           | W           | G           | V           | V          | T          | Saldo      | Punten |
| 1            | Duitsland  | 3           | 3           | 0           | 0           | 15         | 3          | +12        | 6      |
| 2            | Frankrijk  | 3           | 2           | 0           | 1           | 7          | 11         | -4         | 4      |
| 3            | Oostenrijk | 3           | 1           | 0           | 2           | 5          | 8          | -3         | 2      |
| 4            | Zweden     | 3           | 0           | 0           | 3           | 3          | 8          | -5         | 0      |

| Ronde        | Plaats    | Land | Score      | Land |
| ------------ | --------- | ---- | ---------- | ---- |
| Halve finale |           |      |            |      |
| Berlijn      | Duitsland | 8-1  | Frankrijk  |      |
| Berlijn      | Duitsland | 3-1  | Oostenrijk |      |
| Berlijn      | Duitsland | 4-1  | Zweden     |      |

| Finale |           |             |             |             |             |            |            |            |        |
| #      | Land      | Wedstrijden | Wedstrijden | Wedstrijden | Wedstrijden | Doelpunten | Doelpunten | Doelpunten | Punten |
| #      | Land      | G           | W           | G           | V           | V          | T          | Saldo      | Punten |
| 1      | Hongarije | 3           | 2           | 1           | 0           | 10         | 2          | +8         | 5      |
| 2      | Duitsland | 3           | 2           | 1           | 0           | 14         | 4          | +10        | 5      |
| 3      | België    | 3           | 1           | 0           | 2           | 4          | 8          | -4         | 2      |
| 4      | Frankrijk | 3           | 0           | 0           | 3           | 2          | 16         | -14        | 0      |

| Ronde   | Plaats    | Land | Score     | Land |
| ------- | --------- | ---- | --------- | ---- |
| Finale  |           |      |           |      |
| Berlijn | Duitsland | 2-2  | Hongarije |      |
| Berlijn | Duitsland | 4-1  | België    |      |
| Berlijn | Duitsland | 8-1  | Frankrijk |      |

### Wielersport
| Olympiër                                                 | Discipline               | Resultaat | Prestatie      |
| Baan                                                     | Baan                     | Baan      | Baan           |
| -------------------------------------------------------- | ------------------------ | --------- | -------------- |
| Toni Merkens                                             | sprint (m)               | Goud      |                |
| Rudolf Karsch                                            | tijdrit (m)              | Brons     | 1.13,2         |
| Ernst Ihbe Carl Lorenz                                   | tandem (m)               | Goud      |                |
| Erich Arndt Heinz Hasselberg Hans Hoffmann Karl Klöckner | ploegenachtervolging (m) | 4e        |                |
| Weg                                                      |                          |           |                |
| Willi Meurer                                             | wegwedstrijd (m)         | DNF       | niet gefinisht |
| Fritz Ruland                                             | wegwedstrijd (m)         | DNF       | niet gefinisht |
| Fritz Scheller                                           | wegwedstrijd (m)         | 4e        | 2:33.06,0      |
| Emil Schöpflin                                           | wegwedstrijd (m)         | DNF       | niet gefinisht |
| Willi Meurer Fritz Ruland Fritz Scheller Emil Schöpflin  | wegwedstrijd team (m)    | DNF       | niet gefinisht |

### Worstelen
| Olympiër            | Discipline  | Resultaat   | Prestatie |
| Vrije stijl         | Vrije stijl | Vrije stijl | Vrije stijl |
| ------------------- | ----------- | ----------- | --- |
| Johannes Herbert    | -56kg (m)   | Brons       | 1ste ronde: W van TUR Çakiryildiz 2de ronde: W van GBR Cazaux 3de ronde: W van BEL Laporte 4de ronde: V van SWE Tuvesson 5de ronde: V van HUN Zombori                                      |
| Josef Böck          | -61kg (m)   | 11e         | 1ste ronde: V van GBR Morrell 2de ronde: V van SWE Frändfors |
| Wolfgang Ehrl       | -66kg (m)   | Zilver      | 1ste ronde: W van SUI Arn 2de ronde: W van TCH Brdek 3de ronde: W van JPN Kazama 4de ronde: W van ITA Romagnoli 5de ronde: V van HUN Kárpáti zilveren finale: W van FIN Pihlajamäki        |
| Sepp Paar           | -72kg (m)   | 6e          | 1ste ronde: W van AUS O'Hara 2de ronde: W van SWE Andersson 3de ronde: W van FIN Pietilä 4de ronde: V van FRA Jourlin                                                                      |
| Hans Schedler       | -79kg (m)   | 12e         | 1ste ronde: V van TUR Kireççi 2de ronde: V van ITA Gallegati |
| Erich Siebert       | -87kg (m)   | Brons       | 1ste ronde: W van TCH Prokop 2de ronde: W van BEL Beke 3de ronde: W van AUS Scarf 4de ronde: vrij 5de ronde: V van EST Neo                                                                 |
| Georg Gehring       | +87kg (m)   | 7e          | 1ste ronde: V van SUI Bürki 2de ronde: W van TUR Çoban 3de ronde: V van TCH Klapuch |
| Grieks-Romeins      |             |             | |
| Jakob Brendel       | -56kg (m)   | Brons       | 1ste ronde: V van TCH Hýža 2de ronde: W van FIN Perttunen 3de ronde: W van DEN Voigt 4de ronde: W van ROU Tojar 5de ronde: W van SWE Svensson                                              |
| Sebastian Hering    | -61kg (m)   | 4e          | 1ste ronde: W van ROU Horvath 2de ronde: W van GBR Morell 3de ronde: W van FIN Reini 4de ronde: W van POL Slazak 5de ronde: V van SWE Karlsson                                             |
| Heini Nettesheim    | -66kg (m)   | 14e         | 1ste ronde: V van FIN Koskela 2de ronde: V van EST Väli |
| Fritz Schäfer       | -72kg (m)   | Zilver      | 1ste ronde: W van EST Puusepp 2de ronde: W van BEL de Feu 3de ronde: W van YUG Fischer 4de ronde: W van ITA Tozzi 5de ronde: vrij 6de ronde: W van FIN Virtanen finale: V van SWE Svedberg |
| Ludwig Schweickert  | -79kg (m)   | Zilver      | 1ste ronde: W van AUT Pointner 2de ronde: W van ROU Cocos 3de ronde: V van SWE Johansson 4de ronde: W van ITA Gallegati 5de ronde: W van HUN Palotás                                       |
| Werner Seelenbinder | -87kg (m)   | 4e          | 1ste ronde: V van LAT Bietags 2de ronde: W van SUI Argast 3de ronde: vrij 4de ronde: W van AUT Slazak 5de ronde: V van SWE Cadier                                                          |
| Kurt Hornfischer    | +87kg (m)   | Brons       | 1ste ronde: W van YUG Nagy 2de ronde: W van TCH Klapuch 3de ronde: W van LAT Zvejnieks 4de ronde: W van ITA Donati 5de ronde: V van EST Palusalu                                           |

### Zeilen
| Olympiër                                                                                                 | Discipline | Resultaat | Prestatie                      |
| --- | ---------- | --------- | ------------------------------ |
| Werner Krogmann                                                                                          | O-Jolle    | Zilver    | 150 punten: (2-4-3-9-1-6-7)    |
| Peter Bischoff Hans-Joachim Weise                                                                        | star       | Goud      | 80 punten: (1-4-1-1-2-1-1)     |
| Dietrich Christensen Kurt Frey Hans Lubinus Theodor Thomsen Haimar Wedemeyer                             | 6m         | 6e        | 49 punten: (2-4-DSQ-1-DSQ-4-5) |
| Fritz Bischoff Hans Howaldt Eduard Mohr Felix Scheder-Bieschin Alfried von Bohlen und Halbach Otto Wachs | 8m         | Brons     | 53 punten: (6-2-4-4-1-1-6)     |

### Zwemmen
| Olympiër                                                                 | Discipline            | Resultaat | Prestatie                                                                         |
| ------------------------------------------------------------------------ | --------------------- | --------- | --------------------------------------------------------------------------------- |
| Helmut Fischer                                                           | 100m vrije slag (m)   | 5e        | serie 4: 2de in 57,9 halve finale 1: 4de in 58,7 finale: 5de in 59,3              |
| Hermann Heibel                                                           | 100m vrije slag (m)   | 10e       | serie 6: 2de in 1.01,4 halve finale 2: 6de in 1.00,3                              |
| Hans Schwarz                                                             | 100m vrije slag (m)   | 22e       | serie 3: 3de in 1.01,8                                                            |
| Heinz Arendt                                                             | 400m vrije slag (m)   | 15e       | serie 1: 1ste in 4.57,2 halve finale 2: 5de in 5.13,4                             |
| Hans Freese                                                              | 400m vrije slag (m)   | 9e        | serie 4: 2de in 5.03,1 halve finale 1: 5de in 4.58,5                              |
| Otto Przywara                                                            | 400m vrije slag (m)   | 16e       | serie 2: 2de in 5.11,7 halve finale 2: 6de in 5.14,9                              |
| Heinz Arendt                                                             | 1500m vrije slag (m)  | 7e        | serie 1: 3de in 20.10,7 halve finale 2: 4de in 19.56,1 finale: 7de in 19.59,0     |
| Hans Freese                                                              | 1500m vrije slag (m)  | 11e       | serie 3: 3de in 20.13,7 halve finale 1: 5de in 20.27,6                            |
| Otto Przywara                                                            | 1500m vrije slag (m)  | 12e       | serie 4: 3de in 20.59,0 halve finale 1: 6de in 20.55,0                            |
| Heinz Schlauch                                                           | 100m rugslag (m)      | 8e        | serie 2: 2de in 1.10,2 halve finale 2: 4de in 1.10,8                              |
| Heiko Schwartz                                                           | 100m rugslag (m)      | 12e       | serie 1: 3de in 1.11,0 halve finale 1: 7de in 1.11,8                              |
| Erwin Simon                                                              | 100m rugslag (m)      | 11e       | serie 3: 4de in 1.11,7 halve finale 1: 6de in 1.11,7                              |
| Jochen Balke                                                             | 200m schoolslag (m)   | 8e        | serie 2: 2de in 2.46,4 halve finale 1: 2de in 2.45,4 finale: 6de in 2.47,8        |
| Arthur Heina                                                             | 200m schoolslag (m)   | 8e        | serie 5: 3de in 2.48,5 halve finale 2: 5de in 2.47,3                              |
| Erwin Sietas                                                             | 200m schoolslag (m)   | Zilver    | serie 1: 2de in 2.44,6 halve finale 2: 3de in 2.44,8 finale: 2de in 2.42,9        |
| Helmuth Fischer Hermann Heibel Wolfgang Heimlich Werner Plath            | 4x200m vrije slag (m) | 8e        | serie 3: 2de in 9.21,4 finale: 5de in 9.19,0                                      |
|                                                                          |                       |           |                                                                                   |
| Gisela Jacob-Arendt                                                      | 100m vrije slag (v)   | Brons     | serie 1: 2de in 1.07,3 halve finale 1: 2de in 1.07,2 finale: 3de in 1.06,6        |
| Leni Lohmar                                                              | 100m vrije slag (v)   | 18e       | serie 5: 4de in 1.10,3                                                            |
| Inge Schmitz                                                             | 100m vrije slag (v)   | 20e       | serie 3: 5de in 1.10,9                                                            |
| Christel Rupke                                                           | 100m rugslag (v)      | 13e       | serie 2: 5de in 1.23,7                                                            |
| Anni Stolte                                                              | 100m rugslag (v)      | 10e       | serie 1: 4de in 1.21,3 halve finale 1: 5de in 1.21,7                              |
| Martha Genenger                                                          | 200m schoolslag (v)   | Zilver    | serie 2: 1ste in 3.02,9 (OR) halve finale 2: 1ste in 3.02,8 finale: 2de in 3.04,2 |
| Hanni Hölzner                                                            | 200m schoolslag (v)   | 4e        | serie 1: 4de in 3.11,0 halve finale 1: 3de in 3.08,8 finale: 4de in 3.09,5        |
| Trude Wollschläger                                                       | 200m schoolslag (v)   | 8e        | serie 1: 1ste in 3.08,5 halve finale 1: 5de in 3.10,3                             |
| Ruth Halbsguth Leni Lohmar Ursula Pollack Ingeborg Schmitz Gisela Arendt | 4x100m vrije slag (v) | Zilver    | serie 2: 2de in 4.40,5 finale: 2de in 4.36,8                                      |

Afghanistan · Argentinië · Australië · België · Bermuda · Bolivia · Brazilië · Brits-Indië · Bulgarije · Canada · Chili · Colombia · Costa Rica · Denemarken · Duitsland · Egypte · Estland · Filipijnen · Finland · Frankrijk · Griekenland · Groot-Brittannië · Hongarije · IJsland · Italië · Japan · Joegoslavië · Letland · Liechtenstein · Luxemburg · Malta · Mexico · Monaco · Nederland · Nieuw-Zeeland · Noorwegen · Oostenrijk · Peru · Polen · Portugal · Republiek China · Roemenië · Tsjecho-Slowakije · Turkije · Uruguay · Verenigde Staten · Zuid-Afrika · Zweden · Zwitserland